# King & Winge
Le King & Winge est une goélette de pêche construite en 1914 dans les chantiers navals de Seattle aux États-Unis. Pendant 80 ans, elle s'illustre dans de nombreux rôles allant de la pêche à la contrebande d'alcool, en passant par des sauvetages en région arctique. Le navire coule finalement en 1994, sans pertes humaines.

## Construction
Le King & Winge, initialement, est conçu comme un bateau motorisé pour la pêche au flétan. Il est construit en 1914 au chantier naval de King et Winge, à Seattle, sur les plans d'Albert M. Winge, l'un des deux copropriétaires du chantier.

## Sauvetage de l'expédition Stefansson
Bien que le navire soit initialement conçu pour la pêche au flétan, il est tout d'abord affrété par la compagnie Hibbard-Swenson qui l'envoie en Arctique pour y effectuer différentes missions allant de la chasse au commerce, et même au tournage d'un film. Le King & Winge arrive donc à Nome en Alaska, où le garde-côtes américain Bear fait halte avant de retourner sur l'île Wrangel chercher les éventuels survivants du naufrage du Karluk lors de l'expédition arctique canadienne dirigée par Vilhjalmur Stefansson. C'est finalement le King & Winge qui parvient le premier sur les lieux le 7 septembre 1914, et récupère les 12 rescapés.